# Juniperus zanonii
Juniperus zanonii — вид хвойних рослин з родини кипарисових (Cupressaceae). Місцем проживання цього виду є Мексика (Нуево-Леон). Juniperus zanonii росте як вічнозелений кущ.